# L'amour guette
Pour plus de détails, voir Fiche technique et Distribution.
L'amour guette est un film français réalisé par Léonce Perret, sorti en 1910.

## Fiche technique
- Titre : L'amour guette
- Réalisation : Léonce Perret
- Scénario :
- Photographie :
- Montage :
- Producteur :
- Société de production : Société des Établissements L. Gaumont
- Société de distribution : Comptoir Ciné-Location
- Pays d'origine :  France
- Langue : film muet avec les intertitres en français
- Format : Noir et blanc — 35 mm — 1,33:1 — Muet
- Genre :
- Métrage : 276 mètres
- Durée : 9 minutes
- Dates de sortie :
  -  France : 13 août 1910

## Distribution
- Fabienne Fabrèges : l'amoureuse
- Léonce Perret : l'amoureux